# Polder

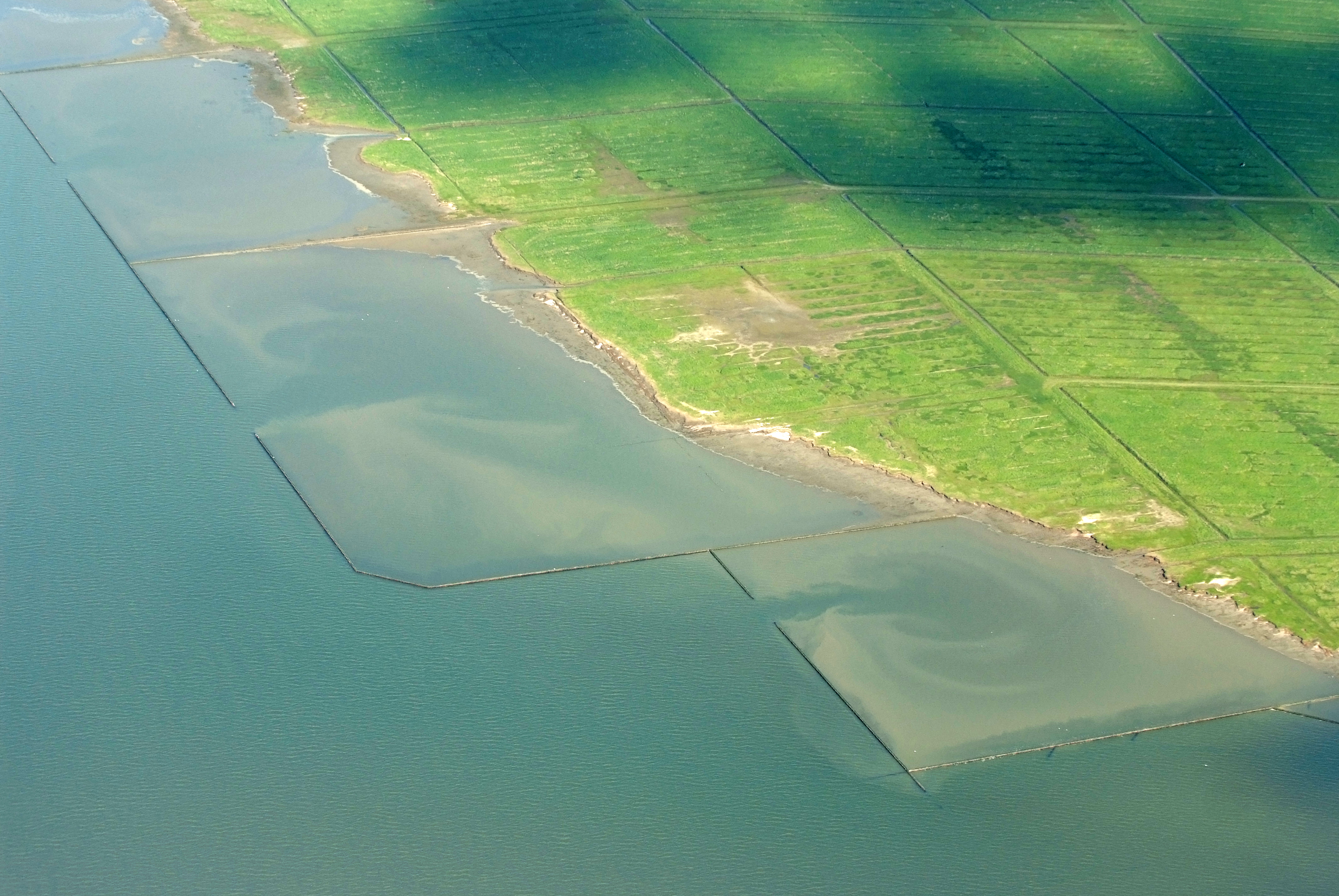
Polder

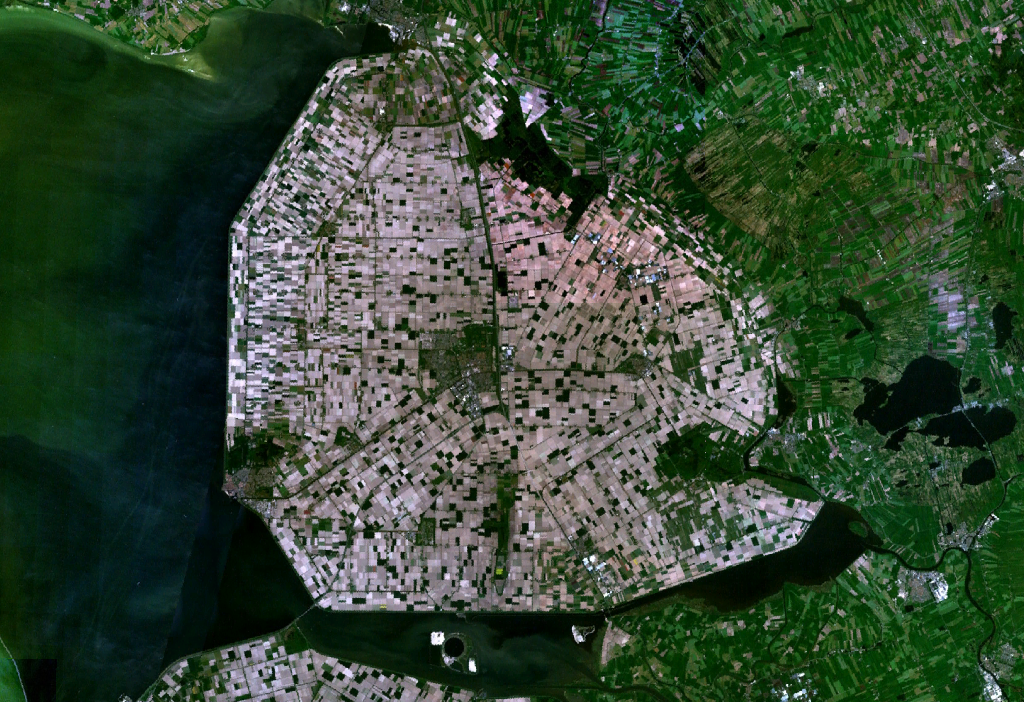
Műholdkép a hollandiai Noordoostpolderről (595,41 km²)

A polder alacsonyan fekvő terület, ami – legalábbis dagály idején – a tenger szintje alatt fekszik, és amit az ember mesterségesen hódított el a tengertől gátak segítségével. Van, amelyiket vízszivattyúzással kell kiszárítani és szárazon tartani, másokat alacsony árapályszint esetén zsilipek kinyitásával. A legismertebb helyek, ahol ilyen földvisszahódítás történik tengertől, a tengerszint alatt fekszenek.
A legtöbb polder a Holland-síkságon található. Gyakran hozzák velük kapcsolatba az országot, de Hollandia nem kizárólagos helyszín. Mindenesetre gyakran nevezik polder-modellnek a holland döntéshozatalt.

## Példák polderekre

### Hollandiában
- IJsselmeer
- Zuiderzee Works
- Sándor herceg-polder